# Schatzberg
Der Schatzberg ist ein 1898 m ü. A. hoher Berg in den Kitzbüheler Alpen in Tirol, und ein Wintersportgebiet. Er bildet mit dem Wiedersbergerhorn das Skijuwel Alpbachtal-Wildschönau.

## Lage und Umgebung
Der Schatzberg ist Bestandteil eines Gebirgskammes, der das Alpbachtal im Westen von der Wildschönau im Osten trennt. Benachbarte Berge sind die 1964 m hohe Joelspitze im Süden und die 1899 m hohe Gratlspitze im Nordwesten. An der Westseite ist der Schatzberg bis knapp unter den Gipfel bewaldet, an der Ostseite liegt die Waldgrenze etwa 200 bis 300 Meter tiefer. Am Schatzberg liegen zahlreiche Almen. Nahegelegene Orte sind Alpbach im Nordwesten, Inneralpbach im Südwesten und Auffach im Nordosten.

## Erschließung
Der Schatzberg ist von allen Seiten durch markierte Wanderwege erschlossen. Mögliche Ausgangspunkte sind unter anderem Alpbach, Inneralpbach, Auffach, Thierbach oder das Hösljoch (1390 m).
Ein Ausgangspunkt für die Besteigung des Berges ist der Berggasthof Schatzbergalm, der nordöstlich des Gipfels auf 1776 m liegt. Er ist von Auffach aus über die Schatzbergbahn der Wildschönauer Bergbahnen erreichbar (von 1985 bis 2017 als 4er-Gondelbahn, seit 2017 als 8er-Gondelbahn ausgeführt). Im Winter bildet der Schatzberg seit der Errichtung einer Gondelbahn und einer Skipiste auf Alpbacher Seite im Dezember 2012 die Verbindung der Skigebiete Alpbach und Wildschönau. Die Ostflanke des Schatzbergs war bereits vorher als Skigebiet mit mehreren Sesselliften erschlossen.